# Chim cánh cụt rockhopper miền Đông

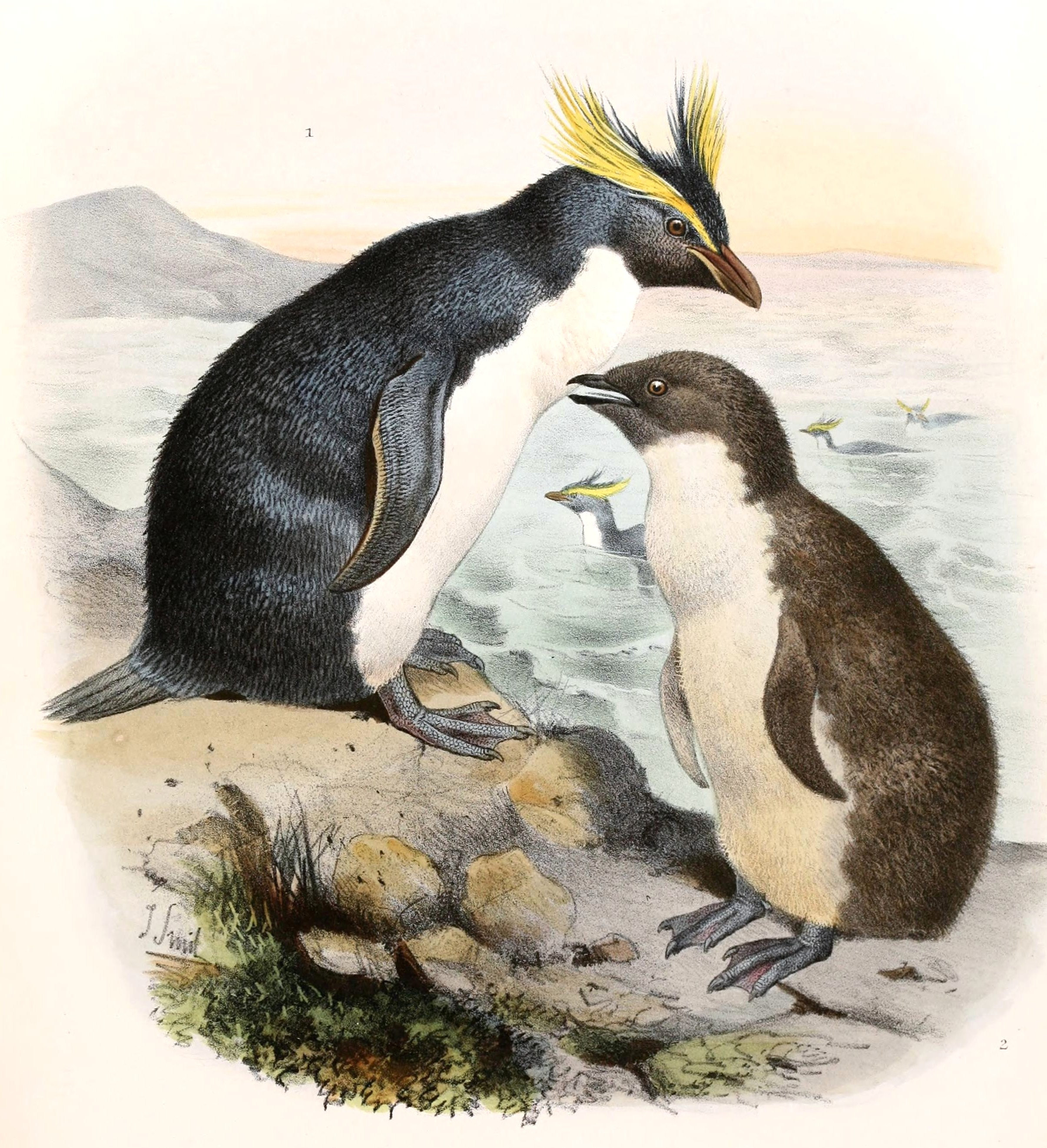
Ảnh minh họa

Chim cánh cụt rockhopper miền Đông (Eudyptes chrysocome filholi) mặc dù có sự khác biệt về mặt di truyền, vẫn thường được coi là một phân loài của chim cánh cụt rockhopper miền Nam.

## Phân loại
Eudyptes chrysocome là đôi khi được coi là hai loài, chim cánh cụt rockhopper miền bắc và miền nam, sau khi nghiên cứu được xuất bản vào năm 2006 chứng minh đặc điểm hình thái, giọng nói và sự khác biệt về mặt di truyền giữa hai giống loài. Molecular clock cho thấy rằng sự di truyền khác nhau rockhopper miền Nam và Bắc có thể đã bị gây ra bởi một sự kiện vicariant khi vị trí vùng cận nhiệt đới bị thay đổi trong cuộc biến đổi khí hậu giữa kỉ Pleistocene. Cuộc phân tích ty thể từ một con chim cánh cụt rockhopper miền Bắc trên đảo Kerguelen cho thấy rằng nó có thể có đến từ Đảo Gough, cách đấy 6000 km, và rockhopper miền Nam và Bắc khác nhau từ trong gen, mặc dù một số cá thể có thể đã di tản khỏi thuộc địa sinh sản. Nhiều nhà phân loại vẫn chưa nhận ra sự khác, mặc dù số ít thì đã nhận ra điều này.

## Phân bố
E. c. filholi sinh sản trên đảo phía bắc Nam Cực của Ấn-Thái Bình Dương: Quần đảo Prince Edward, Crozet, Kerguelen, Đảo Heard, Đảo Macquarie, Đảo Campbell, Quần đảo Auckland, và quần đảo Antipodes.